# 仕手
仕手（して）とは、人為的に作った相場で短期間に大きな利益を得ることを目的に、公開市場（株式、商品先物、外国為替、仮想通貨等）で大量に投機的売買を行う相場操縦の一種（英語のen:Market manipulationに相当）。
摘発が厳格でない事を逆手に取り、脱法・違法まがいの手法を取り入れ価格操作を行う不正な売買筋のことを仕手筋（してすじ）と呼ぶ。
大規模なものでは米や大豆など商品の買い占めがあり、成功者は莫大な富を得る一方、失敗したものは多大な損失を負いかねない。
以下では株式市場を例に記述する。

## 概要
仕手は、巨額の投資資金を武器に銘柄の価格や売買高を意図的に操縦し、利益を得ようとする。
ひとたび仕手が動くと、企業業績とは無関係に株価が急変動する。通常は、仕手筋以外の投資家（提灯）の投機資金を巻き込みながら、一定期間をかけて急騰や急落を繰り返すが、やがては企業業績に見合った株価の位置に戻っていく。
一般に仕手と呼ばれるには市場関係者にその存在が知られ、取次証券の売買手口から「○○筋が動いた」などと認知されるようなものを指す。これはかつての仕手筋が地方や中小の証券を取次にしていたためで、普段はほとんど注文のない弱小証券が突然大量の注文を特定銘柄に集中させ始める事から「主役（シテ）登場」と表現された事による。
今日ではネット証券経由による売買注文が中心になっていることから、かつてのような「仕手」は認識されにくい状況にある。
TOBに関わる買付価格引き上げ合戦などを「仕手戦」と呼ぶ事がある。これは合法的なものであるが、いわゆる仕手が活用する風説の流布や株価操縦行為、仮装売買、見せ板などは非合法な取引手法（金融商品取引法違反）であり、市場の公正性と投資家一般の利益を損なうものとして証券取引等監視委員会の取り締まり対象となる。

## 仕手株
仕手株とは、仕手が利益を得るために利用する、投機的な取引の対象となりやすい株式のこと。主に、株価の安い低位株で、空売りが可能で発行株数が少ない、すなわち時価総額が小さい、浮動株比率が低い銘柄がターゲットになる事が多い。
仕手筋が「仕手株」の対象にするのは、業績のいい優良企業ではなく、業績がそれほど良くない「賛否両論があるような銘柄」を、仕手株の対象に選び、仕手戦を始める前にひっそりと買い集める傾向にある。また、その企業に大きなニュースや適時開示がないにもかかわらずその株価が大きく急騰している場合は、その銘柄は仕手株となっている可能性が高い。
仕手筋は、逆に空売りができない信用銘柄に注目して、その銘柄に攻撃を仕掛け、一方的に価格を上げていく手法もある。この場合、空売りができない為、現物の買いに信用の買いが殺到し、株価の上昇に加速がさらにつき、一気に価格を上げていく。上がるから買う、買うから上がる…という連鎖になる。新値が8手（新値八手十手）も入れば天井だが、まだまだ上がる可能性もある。しかしピークを打つと、ストップ安を続けるなど急落する。
一般の投資家の中には、急騰する株価を見て、その会社の株（実は仕手株）を高値で買ってしまい、その後、株価が急落して大きな損失を被ってしまうケースがある。特にマーケットに慣れていない投資初心者の場合、仕手株を見分けるのは難しいので、相場の動きを見る時は、注意が必要である。
仕手の手法として、理論的には売り玉を仕込んだ後に「悪材料」を流布して、下落局面で利益を得る手段（Short and distort）も成立するが、これは一般的ではない。価値の低い株を買い上げて、風説を流布して価格を吊り上げ利益を得る不正取引は、英語で「Pump and dump」（「ポンプ」で吸い上げ膨らませて「どさっと」投げ売る意）と呼ばれる。

## 仕手戦
仕手戦とは、仕手と呼ばれる投機家同士が、売り方と買い方に分かれ争い、投機的な売買で激しくぶつかり合う相場の戦いである。仕手戦になると、安値の株を大量に買い続けて株価を急激につり上げる買い方、信用取引を利用し割高と思われる株を大量に売り続けて株価を叩き落とそうとする売り方、双方がそれぞれの思惑でリスクに立ち向かうので、誰も予想のできない激しい相場の展開になる。仕手戦の対象となった株・銘柄は激しく動き、短期間で大きく上昇したり下落したりするのが特徴である。
制度信用を利用する売り方は半年以内に買い戻さねばならないルールがあるため、買い方はさらに買い上がることで売り方を締め付け、売り方は逆日歩や追証などの負担から買戻しを余儀なくされ、さらなる急騰を演じる場合がある。
資金力のある機関投資家同士の仕手戦は熾烈を極め、1950年（昭和25年）に勃発した大神一（山一證券）と山崎種二（ヤマタネ）による旭硝子仕手戦などが有名である。
だが近年は、証券取引等監視委員会による不正調査、投資ファンドの増加や海外資本の流入などにより、大規模な仕手戦は発生しにくくなっている。
かつて、日本国内の商品先物市場では、ブロイラー、小豆、生糸、乾繭（かんけん）、黒糖などの商品は市場規模が小さく、実際の需給関係より投機的な要素で価格が値動きすることが多かった。その為、商品先物市場では、相場操縦を得意とする「仕手」の対象となりやすく、少額の資金で商品が買占められるケースもあった。また、先物市場では、莫大な資金を用意しなくても必要証拠金だけで商品の買占めが可能であり、その為、商品相場が人為的に動かされることもあった。このように過去の日本の商品先物市場は、価格形成が不透明であり、「仕手」の対象となってきたが、貴金属や石油・原油、大豆などの国際商品が先物市場で取り扱われるようになると、日本の商品先物相場は世界の国際商品の価格と連動するようになり、従来の仕手筋の戦法は通用しなくなった。また近年は、これらの先物市場の衰退や閉鎖、商品取引員の廃業により、大規模な仕手戦は発生しにくくなった。

## 仕手筋の手口
選別
仕手筋は、常にターゲットとなる銘柄を吟味している。あまり経営が思わしくなく、長期的に株価が低迷している銘柄に狙いをつける。安価な株価の低位株は小額資金で買い集めることができ、またPBR指標が低迷しているなど株価急騰にもっともらしい理由が後付けできる余地があることが大きな理由である。また後述の理由により信用取引銘柄であることが望ましい。
仕込み
仕手のターゲットが決定したら、一気に買い集めるのではなく、静かに少しずつ市場の噂になりにくい様な単位で、ある程度の期間をかけて買い集める。そのために、「風説の流布」や「見せ板」などの違反行為を駆使しつつ、株価を低く維持する。仕手筋が仕手株を事前にひそかに買い集めることを「玉集め」（ぎょくあつめ）ともいう。
投資顧問の利用
多くの仕手筋が、手掛ける株の情報を投資顧問会社（この場合、投資顧問と言うより情報屋の要素が多い）に流し、投資顧問会社が個人に情報を流す。その際、「訳あっていくらまでもっていく」「大材料が出る」「大物資金が入っている」等と、個人を信用させる。極秘情報と言われるのであるが、個人に届いた時点で誰もが知っている情報となっている。最終的には、仕手筋や投資顧問の上得意客の株を、一般の個人に高値で買ってもらわなくてはならないので、その為に投資顧問が利用される。
つり上げ
ある程度の株が集まった段階で、今度は株価のつり上げにかかる。それは今までの静かな買いではなく、一気に今までの何十倍もの買いを入れる。そこで株価の上値が軽ければ、一気に株は急騰し値上がり、値上がり率ランキングの上位に顔を出すことになる。また、仲間同士で株式の売買（循環取引）を繰り返すことで出来高の急増を演出したり、価格維持のための見せ板や、仲間内での通牒仮装売買で株価を吊り上げるなどの違法行為をおこなう場合もある。この仕手株のつり上げの行為を「玉転がし」（ぎょくころがし）ともいう。
提灯
マスコミやネットのSNSなどに情報を流すことで、「提灯」と呼ばれる養分の買いを誘う。上値が軽く、出来高が急増して値上がりだすと、買いが買いを呼んで、さらに株価が騰がる。
振るい落とし
あまりに一本調子に株価が騰がると、他の参加者に警戒感があらわれ売り方が極端に少なくなったり、他の買い方（提灯筋）が様子見にまわるため仕手筋は持ち株を売り逃げるチャンスがなくなってしまう。また信用取引銘柄の場合、うまく空売りを呼び込むことで以降の踏み上げ相場の肥やしを撒くという意味がある。これらの目的のため、何回か株をまとめて売って瞬間的に株価を下げ、意図的に押し目を作ることで過熱しすぎないようにする。「冷やし玉を入れる」とも言う。
売り逃げ
十分に利益が出た所で、かなり早い段階で売り逃げる。この後にも、一般投資家がトレードを続け、誰が「高値つかみ」をしてババを引くか……という「度胸試し」が始まる。安値近辺で空売りを仕掛けた投資家が耐え切れなくなって買い戻し、踏み上げられたタイミングで売り逃げる場合もある。
急落
一般的には、まもなく株価は急落し、一過性の祭りが終わる。出来高の少ない状態になり、高値掴みした仕手の養分は、売るに売れない「塩漬け」状態に陥る。もしくは、急落に耐え切れずに、泣く泣く「損切り」を余儀なくされる。銘柄によっては業績・業容に見合わぬ高原状態を半年1年と続ける場合もあるが仕手が売り逃げに失敗している場合や鉄砲取引の前兆である場合が多く、ある日何の前触れもなく暴落して終わるようなことが多い。
リバウンド
大きな出来高をともなって急落した後、出来高が減り下げ渋る。その出来高が細った時に、再び買い仕掛けをし「先に高値を抜く」期待を持たせ再び上昇させる。そこで残っている株を売ったり、短期で利益を得たりする。またストップ安の次の日に買い気配で始める等して残りの株を売っていくようなことも多い。
スクイズ
玉締めともいう。商品市場において、空売りの踏み上げを狙って、人為的に品不足の状態をつくりだし、主に当限の値段を吊り上げる状態をいう。買い仕手がよく使う戦略。嫁姑現象が起こりやすい。

## 組織

### 仕手グループ
仕手株を操る「仕手集団」には、大小さまざまなグループがある。
- 背後に政治家、企業、実業家、資産家、国内外の機関投資家、裏金、暴力団（ヤクザ）、宗教団体などがいて、さまざまな目的から資金を集めるグループ。
- 自らの資金でもって単独で「仕手戦」に挑むグループ。
- 投資顧問会社などを使ってお客の金を集めた後、特定の銘柄を買い集め、上得意のお客（上級会員）の利益を確保させるグループ。

……など、そのやり方は千差万別である。

## エピソード
- 元々、仕手（シテ）とは、能、狂言に出てくる主役（シテ方）のことをいう[4]。仕手（シテ）は、その能の一曲を勤める重要な人であり、舞台上の他の多くの役たちは仕手（シテ）の意図する演出に沿って演技する。出の前に鏡の間で床几に腰を掛けることができるのは能の仕手（シテ）だけであり、他の演者には許されない。